# Textus receptus

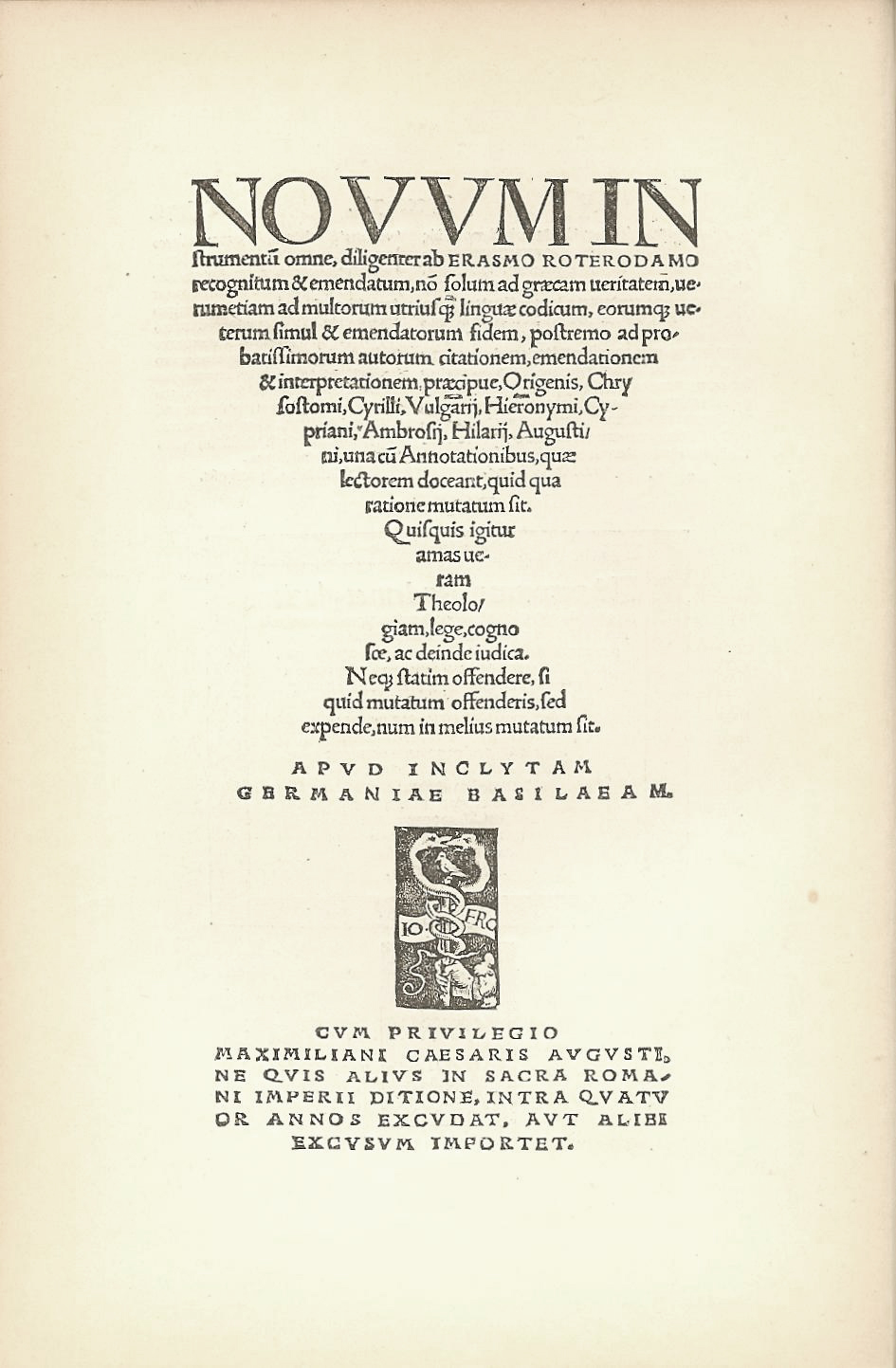
Titulní list Erasmova vydání z roku 1516

Textus receptus (lat.), doslova „přijatý text“, znamená v biblistice skupinu či rodinu textů řeckého Nového zákona, kterou svým vydáním z roku 1516 založil katolický humanista Erasmus Rotterdamský. Tento text, který řada tiskařů rychle rozšířila a stále opravovala, se stal základem reformačních překladů Bible, například německého překladu Lutherova, Bible kralické v češtině nebo anglické King James Version. Textová kritika 19. a 20. století dospěla na základě mnoha starších řeckých rukopisů ke znění, které se od textu receptu na mnoha místech – i když většinou nevýznamně – odlišuje a na němž se zakládají moderní biblické překlady.

## Erasmus, Estienne a Beza
Erasmus se rozhodl vydat řecký text Nového zákona jako první, a protože současně se připravovalo vydání řecké bible i ve Španělsku (Komplutenská polyglota), pracoval pod časovým tlakem. I když se biblickým textem zabýval už dříve, své vydání zpracoval za několik měsíců. Měl přitom k dispozici 6 poměrně pozdních pergamenových rukopisů z 11.–15. století, které patřily k tzv. byzantské textové tradici, jež se používá ve východních církvích. Všechny byly neúplné, takže pro evangelia měl Erasmus k dispozici dva, pro knihu Zjevení jen jeden text. Protože v něm posledních pět veršů chybělo, přeložil je zpětně z latiny.
Basilejský tiskař Johann Froben knihu rychle a kvalitně vydal a protože měla i doporučení papeže Lva X., rychle se rozšířila. Pro další čtyři autorizovaná vydání Erasmus text ještě upravoval, a to i za použití nově získaných řeckých rukopisů. Další důležitou edici textu receptu připravil pařížský tiskař Robert Estienne, který ve vydání z roku 1551 poprvé rozdělil bibli na verše. V předmluvě k tomuto vydání také poprvé použil označení textus ab omnibus receptus, „text všemi přijatý“. Kalvínský teolog Theodor Beza, který ve vydávání revidovaného řeckého textu Nového zákona pokračoval, měl přístup k jednomu podstatně staršímu řeckému rukopisu (Bezův kodex), jenž také patří do jiné textové rodiny, a ve svých reedicích jej použil.

## Současný stav
Podobně pracovali další učenci až do 18. století, kdy se angličtí a němečtí biblisté rozhodli opřít o jinou textovou tradici, zastoupenou staršími rukopisy. Během 19. století se objevila řada důležitých a velmi starých rukopisů, k nimž ve 20. století přistoupily i papyry. Jako výsledek staleté činnosti tak ve 20. století vznikla kritická vydání, založená na důkladném studiu stovek rukopisů, jejichž odchylky se uvádějí v poznámkách pod čarou. Vydáním Spojených biblických společností (Nestle – Aland) se někdy říká „nový textus receptus“, protože se prosadila i ekumenicky.
Text velmi blízký textu receptu se tradičně a dodnes používá v řeckých církvích a řada protestantských církví používá jeho tradiční překlady. Rozdílů vůči kritickému vydání je několik tisíc, z nich však sotva stovka se týká smyslu textu: ostatní jsou pravopisné chyby, změny slovosledu atd. Nejvýznamnější jsou patrně tzv. comma Johanneum, Trojiční přídavek v Prvním listu Janově (1J 5, 7–9 (Kral, ČEP)) nebo liturgický přídavek k modlitbě Otče náš (Mt 6, 13 (Kral, ČEP)).